# Santa Maria (Di Angelis)
Santa Maria is een nummer, oorspronkelijk geschreven door Guido De Angelis, Maurizio De Angelis en Cesare De Natale en afkomstig van het album Santa Maria van de Italiaanse groep Oliver Onions uit november 1979. Op 4 mei 1980 werd het nummer op single uitgebracht in Europa.
Tatjana Šimić zong ook een Santa Maria de hitparade in, maar dat is een ander nummer. Ook Mireille Mathieu zong een Santa Maria (volledige titel: Santa Maria de la mer), geschreven door haar muziekproducent Christian Bruhn.

## Oliver Onions
De heren schreven het oorspronkelijk voor hun muziekgroep Oliver Onions. Die bracht het veelal uit via de eigen productiemaatschappij Kangaroo Team Records. Internationaal werd KTR gedistribueerd door Polydor, in Nederland echter door EMI. Santa Maria scoorde uitsluitend in de Duitstalige landen. In Duitsland en Oostenrijk behaalde de plaat de nummer 1-positie, in Zwitserland de 2e positie.
In zowel Nederland en België (Vlaanderen) behaalde deze versie de hitlijsten niet.

## Roland Kaiser
De versie van Oliver Onions werd al snel gevolgd door een cover van de Duitse zanger Roland Kaiser. Deze haalde een breder succes, maar opvallend is dat het na het uitbrengen van het origineel in mei 1980, deze heruitgave uit november dat jaar weer hoge noteringen haalde in diezelfde landen. Het arrangement was van Norbert Hammerschmidt en Kaiser zelf. Een Nederlandstalige versie van dit nummer door Joe Harris onder leiding van Johnny Hoes werd geen hit.
In Nederland was de plaat op zaterdag 15 november 1980 de 128e Favorietschijf bij de NCRV op Hilversum 3 en werd een gigantische hit in de destijds drie hitlijsten op de nationale publieke popzender. De plaat bereikte de nummer 1-positie in zowel de Nederlandse Top 40, de Nationale Hitparade als de TROS Top 50. In de Europese hitlijst op Hilversum 3, de TROS Europarade, werd de 4e positie bereikt.
In België bereikte de plaat de nummer 1-positie in zowel de voorloper van de Vlaamse Ultratop 50 als de Vlaamse Radio 2 Top 30.

## Hitnoteringen

### Nederlandse Top 40
| Positie: | 25 | 12 | 5 | 2 | 1 | 1 | 2 | 3 | 7 | 14 | 25 | uit |

### Nationale Hitparade
| Positie: | 43 | 3 | 1 | 1 | 1 | 1 | 2 | 3 | 3 | 9 | 23 | 46 | uit |

### Vlaamse Radio 2 Top 30
| Positie: | 11 | 3 | 2 | 1 | 1 | 1 | 1 | 1 | 1 | 1 | 5 | 12 | 30 | uit |

### Vlaamse Ultratop 50
| Positie: | 15 | 5 | 2 | 2 | 1 | 1 | 1 | 1 | 1 | 2 | 5 | 14 | 34 | uit |

### TROS Top 50
Hitnotering: 13-11-1980 t/m 05-02-1981. Hoogste notering: #1 (3 weken).

### TROS Europarade
Hitnotering: 16-11-1980 t/m 15-02-1981. Hoogste notering: #4 (5 weken).

### NPO Radio 2 Top 2000
Santa Maria stond alleen in 2000 in de NPO Radio 2 Top 2000, op plek 1901.

## Jo Vally
Jo Vally bracht in oktober 1998 een Nederlandstalige versie uit. Muziekproducent Fred Bekky leverde de vertaling. Gezien het beperkte taalgebied haalde het niet het verkoopsucces van het origineel of de versie van Kaiser, maar in België (Vlaanderen) haalde de single nog wel de Ultratip van de Vlaamse Ultratop 50. In de Vlaamse Radio 2 Top 30 werd géén notering behaald.
Vally had verder in 2010 een bescheiden hit met de versie van Mathieu/Bruhn (Santa Maria aan de zee).